# Canal Franklin
Le canal Franklin est un bras de mer qui sépare les archipels des îles Wollaston (au nord-est) et des îles L'Hermite (au sud-ouest), tous deux situés dans la région de Magallanes et de l'Antarctique chilien, au Chili.
La profondeur maximale du canal est de 51 mètres.

### Sources et bibliographie
- (es) Instituto Hidrográfico de la Armada de Chile, Tierra del Fuego y canales e islas adyacentes, Instituto Hidrográfico de la Armada, 1966, 459 pages, p. 331
- (en) Toponimia de la República Argentina, vol. 1, partie 1, El Instituto, 1982, p. 152